# جالیوانی

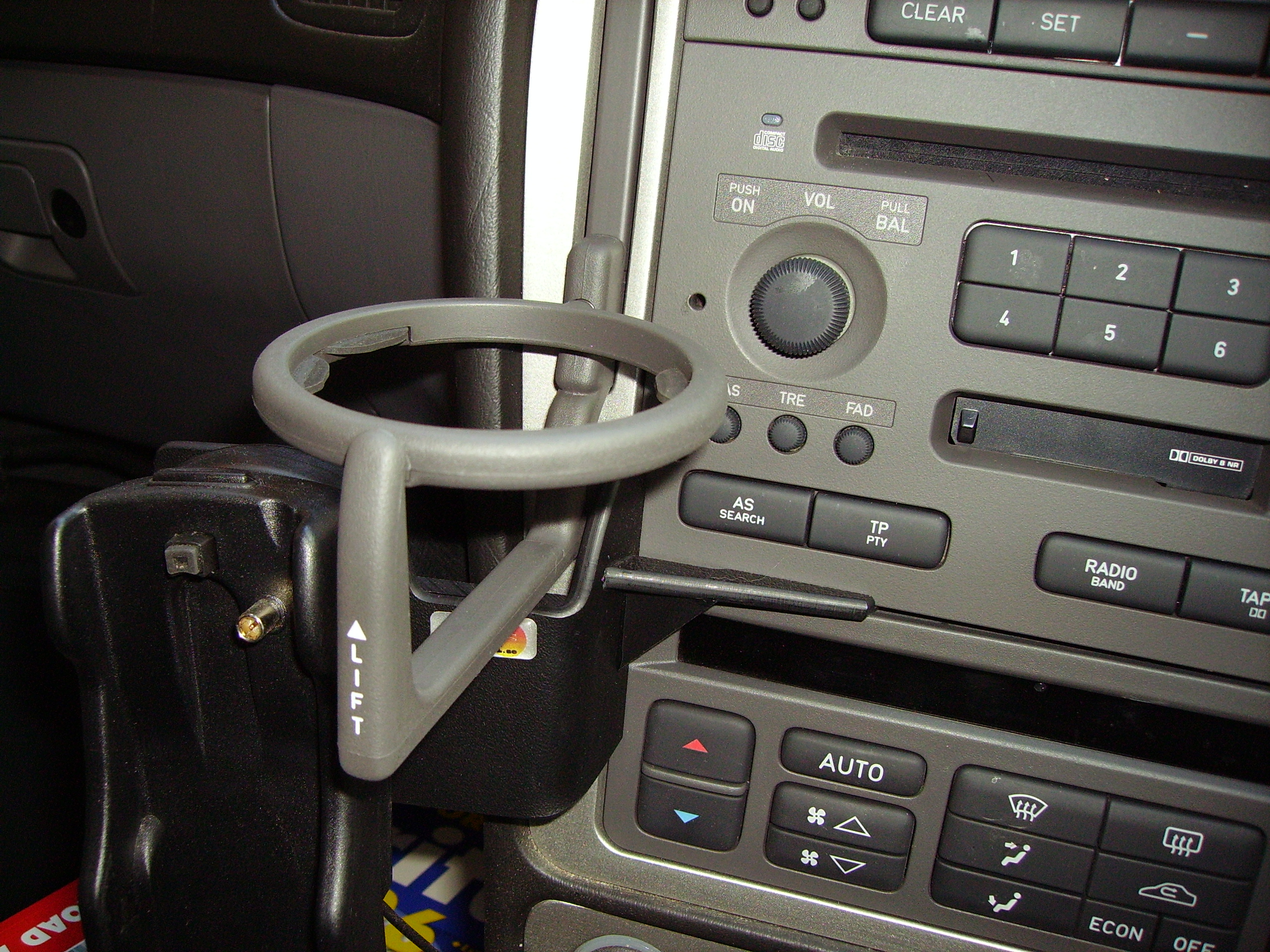
یک جالیوانی جمع و جور در اتومبیل.

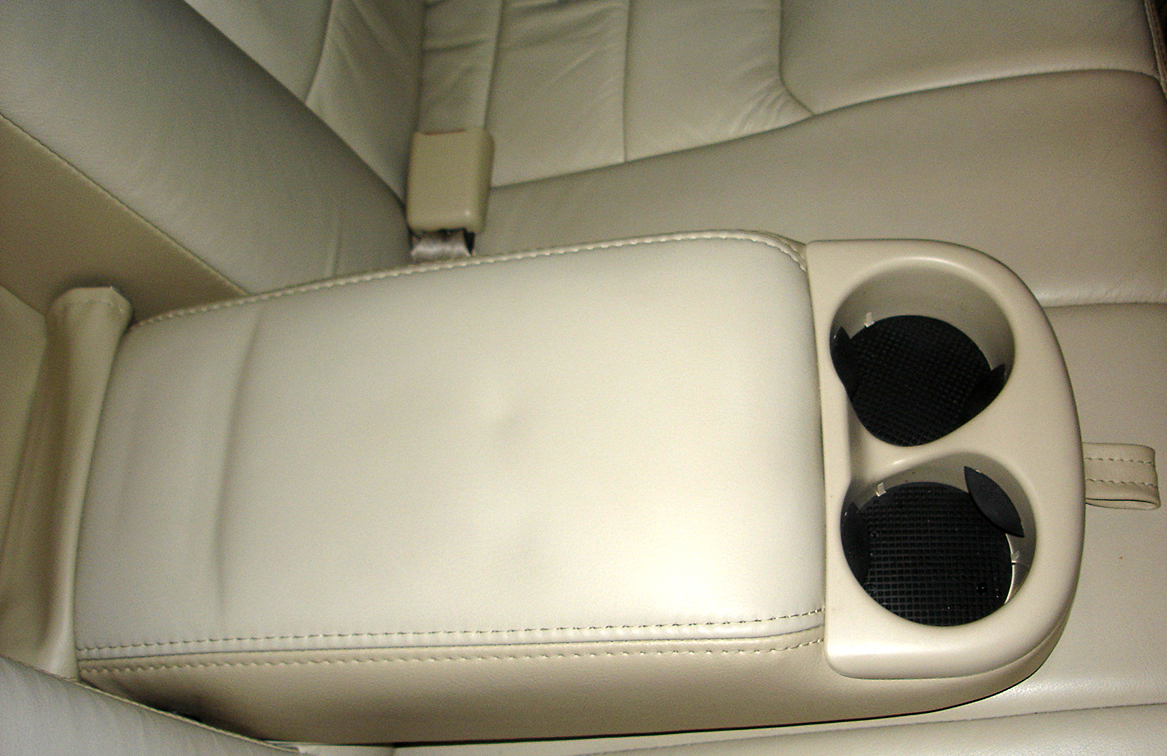
دستگیره صندلی عقب یک اتومبیل با دو جالیوانی

جالیوانی (به انگلیسی: Cup holder) نگهدارنده فنجان یا لیوان یا ظرف و وسیله‌ای است برای نگهداشتن فنجان یا ظروف نوشیدنی دیگر و یا حمل ساده تر آنها. جالیوانی ممکن است به طور ایستاده باشد تا فنجان‌ها را روی میز یا دیگر سطح صاف نگه دارد یا به صورت یک وسیله آویزی عمل کند. جالیوانی ممکن است در صندلی‌های مختلف یا اتومبیل تعبیه شده باشد یا به دیوارهای هواپیما، قایق‌ها، اتوبوس‌ها و قطارها متصل باشد. همچنین ممکن است که جا لیوانی کاغذی یا جا لیوانی مقوایی را در کافه ها دیده باشید.  این جا لیوانی ها از جنس مقوای کرافت و یا مقوای سفید تولید میشوند.